# Tadeusz Zieliński
Tadeusz Zieliński (polonès: Tadeusz Stefan Zieliński)  (Skrypchyntsi, 14 de setembre de 1859 - Schondorf am Ammersee, 8 de maig de 1944) Faddei Fràntsevitx Zelinski, fou un historiador, filòleg i traductor al rus de diversos autors clàssics com Sòfocles o Eurípides. Les seves obres més conegudes són Die Gliederung der altattischen Komoedie, Tragodumenon libri tres i Iresione, l'última de les quals és una col·lecció d'assajos.
Autor d'obres en polonès, rus i alemany sobre l'antiguitat clàssica, l'art, la cultura i la religió de l'antiga Grècia; sobre els autors llatins i la popularització dels estudis clàssics; obres que han estat publicades i traduïdes a diverses llengües. Va ser professor a la Universitat de Sant Petersburg des del 1890 al 1922 i de la Universitat de Varsòvia del 1922 al 1939, també fou doctor honoris causa de la Universitat Jagellònica de Cracòvia el 1930 i d'unes altres dotze universitats europees.

## Biografia
Va néixer el 14 de setembre de 1859 a Skrzypczyńce, Imperi Rus (actual Ucraïna), fill de pare Franciszek i mare Ludwika ( née . Grudzińska ), ambdues d'ascendència polonesa. Entre 1869 i 1876 va assistir a l'escola secundària a Sant Petersburg i posteriorment, entre els anys 1876 i 1881, va estudiar a Leipzig, Munic i Viena. El 1880 es va doctorar a la Universitat de Leipzig amb la seva tesi, Die Gliederung der altattischen Komoedie. Va ser autor d'obres sobre història de la cultura i la religió de l'antiga Grècia, educació clàssica i popularització dels estudis clàssics (publicades principalment en rus i alemany).
El 1884 va esdevenir professor a la Universitat de Sant Petersburg i, després de la independència polonesa, va ocupar la càtedra d'Estudis Clàssics a la Universitat de Varsòvia durant 17 anys (1922-1939) durant el període d'entreguerres. Va rebre doctorats honoris causa de la Universitat Jagellònica de Cracòvia (1930) i de dotze universitats de l'Europa occidental. Entre 1933 i 1939, Zieliński va ser membre de la prestigiosa Acadèmia Polonesa de Literatura.
La seva filla es va convertir en l'esposa del professor Vladimir Beneshevich, executat pel règim soviètic el 1938. Adrian Piotrovsky, el seu fill natural, va ser arrestat per l' NKVD el novembre de 1937 i executat.
Després de l'esclat de la Segona Guerra Mundial, Zieliński va deixar Polònia per viure amb el seu fill a Baviera, on va viure fins que va morir el 1944 després d'acabar *Religions of the Ancient World*, que considerava la seva obra mestra.

### Treball acadèmic
Tot i que Zieliński va ser actiu en moltes àrees de l'erudició clàssica, un dels estudis pels quals és més conegut a Occident és la seva investigació del ritme en prosa de Ciceró, publicada el 1904, a la qual encara es fa referència sovint avui dia. (Vegeu Clausula (retòrica)). També va ser un dels primers mentors de Mikhaïl Bakhtin. El concepte de pliaska de Zieliński, en què el logocentrisme es qüestiona incorporant gestos i dansa a la parla, es fa referència a les teories de la comunicació de Bakhtin que emfatitzen la participació del grup en la interpretació del significat entre un mateix i l'altre.
La seva obra Tragodumena: De trimetri Euripidei evolutione és una obra de referència principal per a la cronologia, l'estil i la resolució dins de les obres individuals d'Eurípides, així com en tota l'obra d'Eurípides, i utilitza una metodologia narratològica primerenca.
La defensa de Zieliński de la importància de l'antiguitat clàssica en l'educació en una sèrie de conferències el 1903 va resultar en la publicació de "El nostre deute amb l'antiguitat" (en rus: "Drevnij mir i my") el 1905. En aquesta obra, Zieliński defensa la compatibilitat d'una educació d'influència clàssica amb les ciències naturals i la teoria de l'evolució de Charles Darwin. El 1911, l'obra es va traduir al francès, l'anglès, el txec i l'italià, i la seva traducció a l'alemany va aparèixer a la tercera edició.

## Obres
- Cicero im Wandel der Jahrhunderte. (Leipzig 1897, 2nd ed. 1908)
- Das Clauselgesetz in Ciceros Reden. Grundzüge einer oratorischen Rhythmik (1904)
- Der Constructive Rhythmus in Ciceros Reden. Der oratorischen Rhythmik zweiter Teil (1913)
- Rzym i jego religia (1920, Polish) OCLC 119328185
- Chrześcijaństwo starożytne a filozofia rzymska (1921, Polish)
- Grecja. Budownictwo, plastyka, krajobraz (1923, Polish)
- Literatura starożytnej Grecji epoki niepodległości (1923, Polish)
- Rozwój moralności w świecie starożytnym od Homera do czasów Chrystusa (1927, Polish)
- Filheleńskie poematy Byrona (1928, Polish)
- Kleopatra (1929, Polish)
- Zieliński, Tadeusz. «Homeric psychology».
- Zieliński, Tadeusz. Our debt to antiquity.  Port Washington, NY: Kennikat Press, 1971. ISBN 978-0-8046-1205-0. OCLC 109089.
- Zielinski, Thaddeus. The Religion of Ancient Greece: An Outline. Translation by Noyes, George Rapall.  Freeport, NY: Books for Libraries Press, 1970. ISBN 978-0-8369-5222-3. OCLC 61443. OCLC-number for the translated edition: OCLC 753279017